# 前83年
| 千纪： | 前1千纪 |
| 世纪： | 前2世纪 \| 前1世纪 \| 1世纪                                                                                |
| 年代： | 前110年代 \| 前100年代 \| 前90年代 \| 前80年代 \| 前70年代 \| 前60年代 \| 前50年代                         |
| 年份： | 前88年 \| 前87年 \| 前86年 \| 前85年 \| 前84年 \| 前83年 \| 前82年 \| 前81年 \| 前80年 \| 前79年 \| 前78年 |
| 纪年： | 西汉始元四年                                                                                               |

## 大事记
- 汉昭帝立上官安之女为皇后。
- 罗马进攻本都，第二次米特立逹战争爆发。
- 卢基乌斯·科尔内利乌斯·苏拉从希腊返回意大利

## 出生
- 段会宗，西汉大臣（逝世于前9年）